# Louis-Henri Boussenard
Louis-Henri Boussenard est un écrivain français, auteur de romans d'aventure, né le 4 octobre 1847 à Escrennes (Loiret) et mort le 11 septembre 1910 à Orléans.
Surnommé de son vivant le Rider Haggard français[réf. nécessaire], il est plus connu aujourd'hui en Europe de l'Est, où quarante volumes de ses œuvres ont été publiés dans la Russie impériale en 1911, que dans les pays francophones.

## Biographie
Louis, Henri, François, Hilaire Boussenard nait le 4 octobre 1847 dans le royaume de France, au château d'Escrennes sous le régime de la monarchie de Juillet. Sa mère, Héloïse Lance est femme de chambre au château d'Escrennes et son père, Louis-Antoine Boussenard, régisseur du château d'Escrennes puis percepteur des impôts de la commune.
Son père Louis-Antoine meurt en 1855.
Après avoir été scolarisé à l'école d'Escrennes, Louis poursuit ses études à l'institution Beaurieux de Pithiviers dès 1860 puis à la faculté de médecine de Paris dès 1867.
Lors de la guerre franco allemande de 1870, il s'engage et est affecté en qualité de médecin-aide-major sur le front. Au sein de l'armée de Paris, il est blessé par les Prussiens lors de la bataille de Champigny. Cette expérience amère pourrait expliquer un incontestable sentiment nationaliste qui se rencontre dans plusieurs de ses romans. Quelques-uns de ses livres portent la marque de préjugés contre les Britanniques, ce qui pourrait expliquer qu'il ait été peu traduit et soit peu connu dans le monde anglophone.
Après la guerre, il poursuit pendant trois ans ses études de médecine.
À partir de 1873, et notamment sous les encouragements de Palma Gourdon, il mène de front ses études de médecine et l'écriture. Ses textes, contes et nouvelles paraissent dans plusieurs journaux tels que Le Figaro, Le Petit Parisien, Le Corsaire, L'Éclipse, Le Peuple, La Marseillaise ou La Justice.
À partir de 1875, il délaisse la médecine pour se consacrer au journalisme et au roman-feuilleton. En 1879, il est embauché au Journal des voyages, un journal hebdomadaire français spécialisé dans les récits de voyages, les fictions et les explorations.
Un premier roman, Le Tour du monde d'un gamin de Paris, connaît un grand succès populaire, prépublié en feuilleton en 1879 dans le Journal des voyages. Il met notamment en scène un garçon nommé « Friquet ».
À la suite de ce succès littéraire, le ministre de l'instruction publique et des Beaux-arts, Jules Ferry, lui confie une mission scientifique de huit mois en Guyane française.
Après sa mission en Guyane, Louis Boussenard entreprend régulièrement des voyages afin d'y puiser une source d'inspiration, il visite ainsi le Maroc, la Sierra Leone, les Antilles, la Floride, l'Indonésie et des îles du Pacifique.
Il écrit de nombreux romans, la plupart paraissant en feuilletons avant d'être édités en librairie.
Fervent républicain et anti-clérical, il témoigne dans ses écrits d'une vision nationaliste farouchement anti-allemande, anti-anglaise et colonialiste. Le fait que Boussenard ait fait son service militaire pendant la guerre de 1870, où il fut blessé, peut expliquer que la plupart des ennemis dans ses récits soient des Allemands.[réf. nécessaire]
L'humour picaresque de l'auteur s'est épanoui dans ses premiers livres, À travers l'Australie : Les Dix Millions de l'Opossum rouge (1879), Le Tour du monde d'un gamin de Paris (1880), Les Robinsons de la Guyane (1882), et Aventures périlleuses de trois Français au pays des diamants (1884, situé dans une caverne mystérieuse sous les chutes Victoria).
Son ouvrage le plus connu, Le Capitaine Casse-Cou (1901), se déroule pendant la seconde guerre des Boers. Sur les pas de Jules Verne, il écrit plusieurs romans de science-fiction tels que Les Secrets de Monsieur Synthèse (1888) et Dix mille ans dans un bloc de glace (1890).
Lorsqu'il arrêta de voyager, il s'installa successivement à Nanteau, Malesherbes puis Villetard. Parallèlement à l'écriture de ses romans, il publie des articles dans le journal local Le Gâtinais.
Louis Boussenard a une demi-sœur née du premier mariage de son père et un frère, Antoine, né en 1850.
Sa mère, Héloïse Lance, meurt à 105 ans, 22 ans après son fils. L'un comme l'autre ont été inhumés à Escrennes dans le Loiret.
Dans son autobiographie Les Mots paru en 1963, l'écrivain français Jean-Paul Sartre parle de Boussenard : « Boussenard et Jules Verne ne perdent pas une occasion d'instruire : aux instants les plus critiques, ils coupent le fil du récit pour se lancer dans la description d'une plante vénéneuse, d'un habitat indigène. »
Il est également mentionné par Albert Cohen dans Le Livre de ma mère (1954) parmi les gloires de la France dont l'écrivain, lorsqu'il était enfant, gardait les portraits dans son « secret autel à la France ».
Auteur aujourd'hui à peu près oublié dans son pays natal, Boussenard connaît un grand succès en Russie, où presque tous ses romans (quarante volumes) ont été publiés et sont disponibles en librairie.
Son roman oublié L'Orpheline de Montmartre (1897), qui n'avait jamais été édité en librairie en France, est retrouvé par une chercheuse russe Elena Trepetova dans la presse ancienne et publié en volume en 2017.

## Liste des œuvres

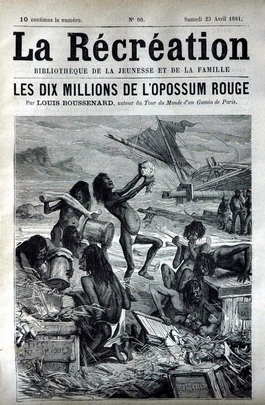
Les Dix millions de l'Opossum Rouge publié en feuilleton dans La Récréation (1881).

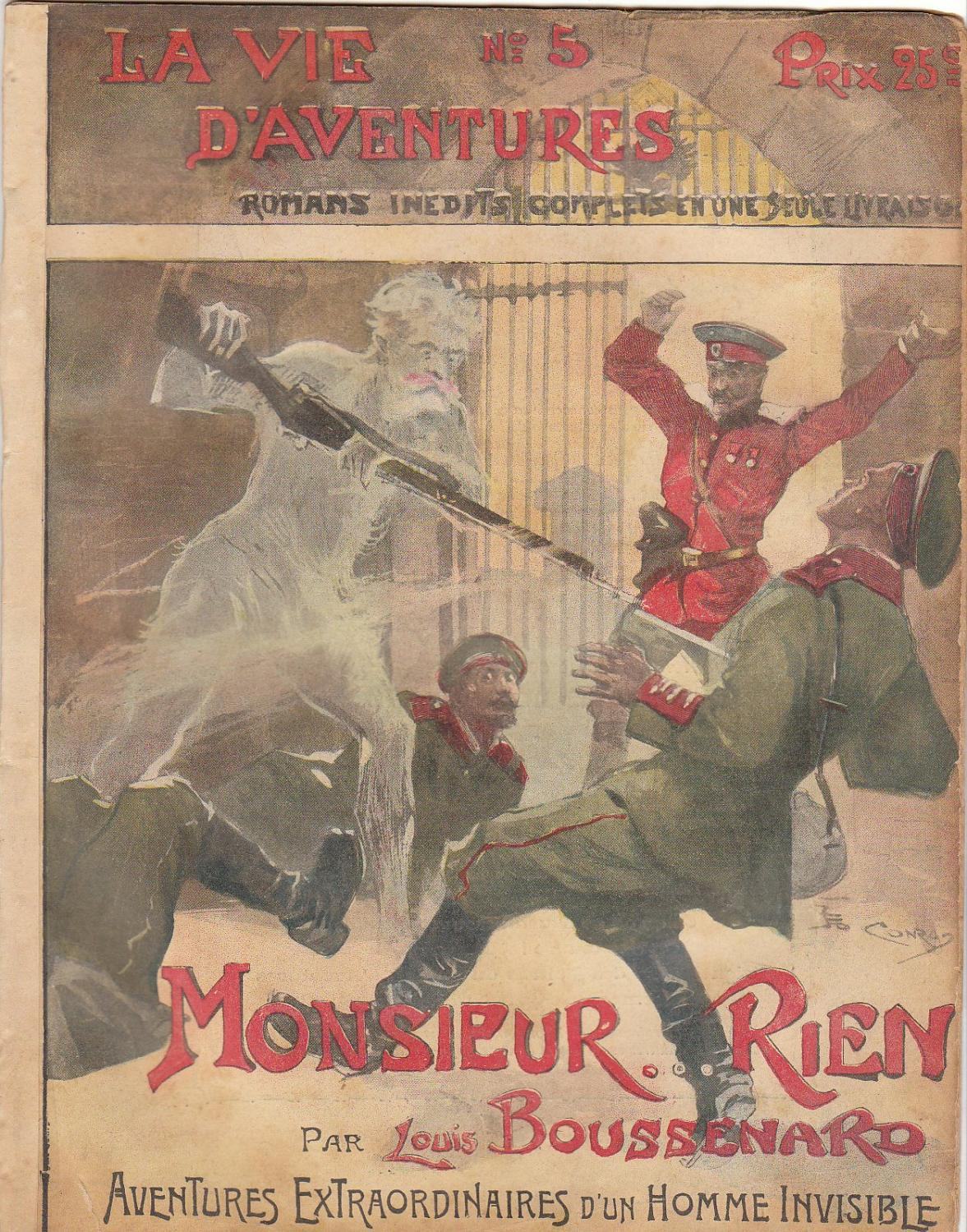
Monsieur... Rien ! Aventures extraordinaires d'un homme invisible, fascicule populaire de Louis Boussenard inspiré par le roman de H. G. Wells. Couverture illustrée par Georges Conrad (1907).

Parmi ses œuvres principales, on peut citer :
- À travers l'Australie. Les Dix millions de l'Opossum Rouge (1879)[8]
- Le Tour du monde d'un gamin de Paris : Les Mangeurs d'hommes (1880)[9]
- Le Tour du monde d'un gamin de Paris : Les Bandits de la mer (1880)
- Le Tour du monde d'un gamin de Paris : Le Vaisseau de proie (1880)
- Les Robinsons de la Guyane : Le Tigre blanc (1882)
- Les Robinsons de la Guyane : Le Secret de l'or (1882)
- Les Robinsons de la Guyane : Les Mystères de la forêt vierge (1882)
- Aventures d'un gamin de Paris à travers l'Océanie : Les Cannibales de la mer de corail (1883)
- Aventures d'un gamin de Paris à travers l'Océanie : Le Sultan de Bornéo (1883)
- Aventures d'un gamin de Paris à travers l'Océanie : Les Pirates des Champs d'or (1883)
- Aventures périlleuses de trois Français au Pays des Diamants (1884)
- Aventures périlleuses de trois Français au Pays des Diamants : Le Trésor des rois cafres (1884)
- Aventures périlleuses de trois Français au Pays des Diamants : Les Drames de l'Afrique australe (1884)
- Aventures d'un gamin de Paris au pays des bisons (1886)[10]
- Aventures d'un gamin de Paris au pays des lions (1886)[11]
- Aventures d'un gamin de Paris au pays des tigres (1886)
- La Chasse à tir mise à la portée de tous (1886)
- Les Chasseurs de caoutchouc (1887)[12]
- Les Secrets de Monsieur Synthèse (1888)[13]
- Aux Antipodes (1890)
- Dix mille ans dans un bloc de glace (1890)[14]
- Aventures extraordinaires d'un homme bleu (1891)[15]
- Le Défilé d'enfer (1891)
- Chasseurs canadiens (1892)
- Les Français au Pôle nord (1892)[16]
- Les Mystères de la Guyane (1892)
- De Paris au Brésil par terre, à la poursuite d'un héritage (1892)
- Deux Mille Lieues à travers l'Amérique du Sud (1892)
- Aventures d'un héritier à travers le monde (1892)
- Aventures, périls et découvertes des voyageurs à travers le monde. Afrique, Pôle nord et Océanie (1894)
- Le Secret de Germaine (1896)
- Sans le sou (1897)
- Voyages et aventures de mademoiselle Friquette- Les Exploits d'une ambulancière (1897) Librairie illustrée, Montgrédien & Cie Paris
- L’île en feu. Suite des Voyages et aventures de mademoiselle Friquette (1898) Librairie illustrée, Tallandier
- Le Capitaine Casse-Cou (1901)
- Les Étrangleurs du Bengale (1901) Tallandier, Le Journal des voyages[17]
- L'Enfer de glace (1902)
- Juana, la fiancée mexicaine (1903)
- Le Zouave de Malakoff (1903)
- Les Aventures de Roule-ta-Bosse (1907)
- Monsieur... Rien ! Aventures extraordinaires d'un homme invisible (ill. Georges Conrad), Tallandier / Le Journal des Voyages, coll. « La Vie d'aventures » (no 5), 1907, 32 p.
- Les Gratteurs de ciel (1908) Tallandier, Le Journal des voyages
- La Terreur en Macédoine (1912)[18]
- L'Orpheline de Montmartre : roman inédit. Pithiviers : Connaissance et Sauvegarde du Patrimoine, 2017, 328 p.

Certaines publications en feuilleton sont illustrées par Charles Clérice.